# Ludmann Mihály
Ludmann Mihály (?) magyar festő, művészettörténész, középiskolai tanár.

## Élete
Az Eötvös Loránd Tudományegyetem Bölcsészettudományi Kar filozófia szakán és a Képzőművészeti Főiskolán (ma: Magyar Képzőművészeti Egyetem) végzett tanulmányokat, utóbbi helyen 1989-ben diplomát is szerzett. Ezt követően körülbelül 30 éven át az ELTE Radnóti Miklós Gyakorlóiskolában tanított. Emellett az 1980-as évek második felétől festményeivel kiállításokon szerepelt, de könyvekhez is készített rajzokat. A Pestbuda.hu honlap számára képzőművészeti kiállításokról készített kritikákat és írt művészeti évfordulókról cikkeket. Rendszeresen tart előadásokat a Klebelsberg Kultúrkúriában.
A 2000-es évektől művészettörténészként ismert, több könyvet és könyvfejezetet írt egyénileg vagy társszerzőkkel. Jelentős műve A magyar építészet mesterei I-II., amelyben számos ismert és kevéssé ismert magyar építész életét és munkásságát mutatja be a nagyközönségnek.

## Könyvei
- A magyar építészet mesterei (I.),[1] L'Harmattan Kiadó, Budapest, 2014, ISBN 978-963-236-845-0 (Kossuth Klub-sorozat)
- Művészek a háborúban 1914–1918, Látóhatár Kiadó, Budapest, 2015, ISBN 978-615-5444-04-3[2]
- A magyar szobrászat mesterei, L'Harmattan Kiadó, Budapest, 2015, ISBN 9789634140764[3]
- A magyar építészet mesterei II., L'Harmattan Kiadó, Budapest, 2017, ISBN 978-963-414-292-8[4] (Kossuth Klub-sorozat)
- A Nagy Háború hősi emlékezete, L'Harmattan Könyvkiadó Kft., Budapest, 2020, ISBN 9789634145226[5]
- Az irredenta szobrok mesterei. Kisfaludi Strobl Zsigmond – Pásztor János – Sidló Ferenc – Szentgyörgyi István, L'Harmattan Kiadó, Budapest, 2020, ISBN 9789634147084[6]

### Társszerzős művekben
- Halász Csilla – Ludmann Mihály – Viczián Zsófia: Lechner összes. 12 település, 36 épület, Látóhatár Kiadó, Budapest, 2015, ISBN 978-615-5444-11-1[7]
- Ludmann Mihály – Nedbál Miklós – Zékány János: Józsefváros – Múlt és jelen, Józsefváros Közösségeiért Nonprofit Zrt., Budapest, 2018[8]

### Könyvfejezetek
- több könyvrészlet In: Budavári séták. Házak, terek egykor és most, Látóhatár Kiadó, Budapest, 2017, ISBN 978-615-5444-07-4[9]

### Elektronikus cikkek
Az alábbi lista a szerző Pestbuda.hu honlapon megjelent cikkeit sorolja fel.
- Mester és tanítványa – Idősebb Koffán Károly és Kondor Béla emlékkiállítása 2016. február 25.
- Magyar táj, magyar ecset: Koszta József gyűjteményes kiállítása 2016. március 2.
- Lendva-vidéki képzőművészek a Várnegyedben 2016. március 4.
- A nagy háború emlékezete a főváros múzeumában 2016. március 31.
- A rajzolófejedelem hazatért 2016. július 8.
- A szépség dicsérete – Medgyessy-kiállítás nyílt a Ménesi úton 2016. szeptember 30.
- Képi mesék igényes nyelvezettel – Rékassy Csaba művészete 2016. október 17.
- A szoborparkba vitték a szimbolikus emlékművet 2016. október 29.
- Ujváry-kiállítás Pesthidegkúton 2016. november 29.
- Száz éve halt meg Madarász Viktor 2017. január 14.
- Száz éve halt meg Zrumeczky Dezső – a legnagyobb építészek között a helye 2017. január 30.
- Ismeri ezeket az Arany János-emlékműveket? 2017. február 28.
- Hild 150: így élt és alkotott Pest-Buda meghatározó építésze 2017. március 6.
- Száz éve halt meg Ferenczy Károly, a magyar festészet Monet-ja 2017. március 18.
- Kalandos a sorsa a Palatinus szobrainak 2017. április 7.
- Egy támogatott művész öröksége: Kondor Béla gyűjteményes kiállítása a Várkert Bazárban 2017. április 17.
- Hogyan emlékezzünk? A Málenkij Robot Emlékhelyről és társairól 2017. április 25.
- Iványi-Grünwald 150: Párizstól Nagybányán át Kecskemétig 2017. május 5.
- 175 éve született a Szabadság híd tervezője, Feketeházy János 2017. május 17.
- '56-os kiállítás nyílt a Várnegyed Galériában 2017. június 11.
- Újra régi fényében látható Szent István szobra 2017. június 19.
- Kotsis-kiállítás nyílt a Lechner Tudásközpontban 2017. július 19.
- Száz éve történt: hadikiállítás a Margit-szigeten 2017. szeptember 12.
- Medgyaszay István-emlékkiállítás nyílt 2017. szeptember 29.
- Görgényi István, ’56 festője – Tájképek alá rejtette a forradalom eseményeit 2017. október 23.
- Az emlékezet mestere: Stróbl Alajos síremlékei a Fiumei úti sírkertben 2017. október 31.
- Száz éve halt meg Holló Barnabás, Budapest meghatározó köztéri szobrásza 2017. november 2.
- Ég és Föld között – kiállítás a Várkert Bazárban 2017. november 16.
- Tehetség és áldozat: száz éve halt meg Mende Valér építész 2018. január 14.
- Keretek között – a '60-as évek művészete 2018. január 29.
- Két világ között egy harmadik – 150 éve született Árkay Aladár 2018. február 1.
- A népszerű szobrász, akit elfeledtek: Ohmann Béla 2018. március 24.
- Új kor, új héroszok: egyre népszerűbbek Budapesten a sportolószobrok 2018. június 25.
- Akit négyszer temettek – Kétszáz éve született Semmelweis Ignác 2018. július 1.
- Frida Kahlo művei Budapesten 2018. július 20.
- 150 éve született a Budai Postapalota tervezője, Sándy Gyula 2018. július 30.
- Hamarosan megváltozik a Vértanúk tere 2018. december 20.
- 150 éve született a Csikós-szobor alkotója 2018. december 29.
- Van-e létjogosultsága az épületszobrászatnak? 2019. január 25.
- Egy gyarapodó kor jelentős alkotója: 100 éve hunyt el Senyei Károly szobrász 2019. február 7.